# 位伯镇
位伯镇，是中华人民共和国河北省石家庄市辛集市下辖的一个乡镇级行政单位。

## 行政区划
位伯镇下辖以下地区：
位伯村、东四村、温家村、南位井村、北位井村、南四冢村、东柳科村、西柳科村、智家庄村、大白店村、镇头村、南位伯村、西五村、西吕村、仁慈村、大冯村、善城村、百福村、小舟村、小白店村、礼璨村和小冯村。